# Apeadero de Fuseta-A
El Apeadero de Fuseta-A, también conocido como Apeadero de Fuzeta-A, es una plataforma ferroviaria de la Línea del Algarve, que sirve a la localidad de Fuseta, en el Ayuntamiento de Olhão, en Portugal.

## Características

### Localización y accesos
Este apeadero se encuentra junto a la Calle de S. Gonçalo de Lagos, en la localidad de Fuseta.

## Historia
El tramo entre Olhão y Fuseta, donde se encuentra este apeadero, fue inaugurado el 1 de  septiembre de 1904.